# جوایز انجمن موسیقی کانتری ۲۰۰۷
جوایز انجمن موسیقی کانتری ۲۰۰۷، چهل و یکمین مراسم است که در ۷ نوامبر ۲۰۰۷ در مرکز سامت در نشویل، تنسی برگزار شد. در این مراسم میزبان حضور نداشت، اما هنرمندان و میهمانان درطی شب جایزه‌ها را به برندگان اهدا کردند. برد پیزلی و جرج استریت هرکدام در ۵ بخش نامزدشده بودند، که بیشترین مقدار در مراسم بود.